# 卡纳维拉尔角空军基地6号发射台
卡纳维拉尔角空军基地6号发射复合体（LC-6）是美国的位于卡纳维拉尔角梅里特岛的一处发射场。用于发射红石火箭，丘比特系列火箭和导弹。发射场靠近5号发射复合体，与之共用一个大楼。而且与它都是用来测试库尔特·H·德布斯（Kurt H. Debus）博士提出的移动发射概念。此概念经过完善最终用在LC-39中发射土星五号和航天飞机。
发射场在1961年停用，移动服务塔随后被拆除。目前发射大楼，62米的混凝土发射台是唯一遗存的建筑物，他们都是卡纳维拉尔角：过去和现在旅游线路的一部分。